# 内切球

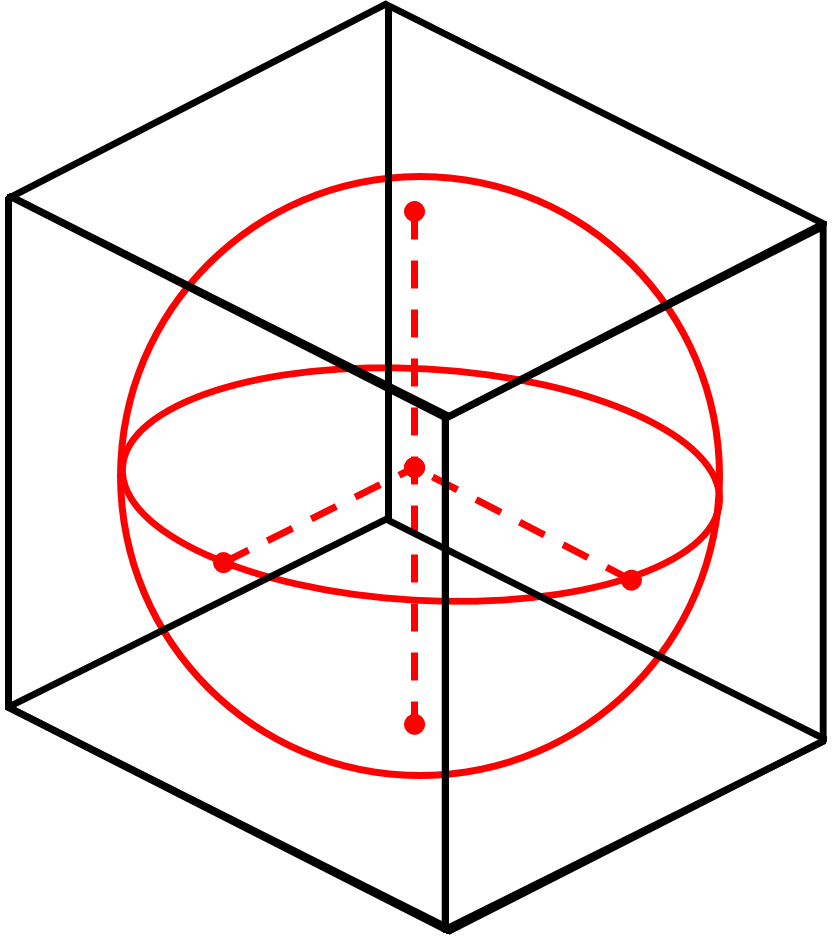
带内切球的正方体

内切球是几何学中的概念。如果三维空间中的一个多面体内部的某个球和这个多面体的每一个面都相切，就称这个球为多面体的内切球。这时称这个多面体为球外切多面体。内切球的球心被称为多面体的内心。
内切球是多面体中所能容纳的最大球。并非所有的多面体都有内切球。正多面体和四面体都有内切球。

## 四面体的内切球
任意四面体都有唯一的内切球。四面体内切球的球心经过任何两个面所成的二面角的平分面。如果已知四面体ABCD每个面的面积：{\displaystyle S_{A}}、{\displaystyle S_{B}}、{\displaystyle S_{C}}、{\displaystyle S_{D}}，以及四面体的体积{\displaystyle V}，则内切球的半径{\displaystyle r_{i}}可以表示为：
{\displaystyle r_{i}={\frac {3V}{S_{A}+S_{B}+S_{C}+S_{D}}}}